# Tipula obliterata
Tipula obliterata är en tvåvingeart som beskrevs av Alexander 1924. Tipula obliterata ingår i släktet Tipula och familjen storharkrankar. Inga underarter finns listade i Catalogue of Life.